# Pflegefehler

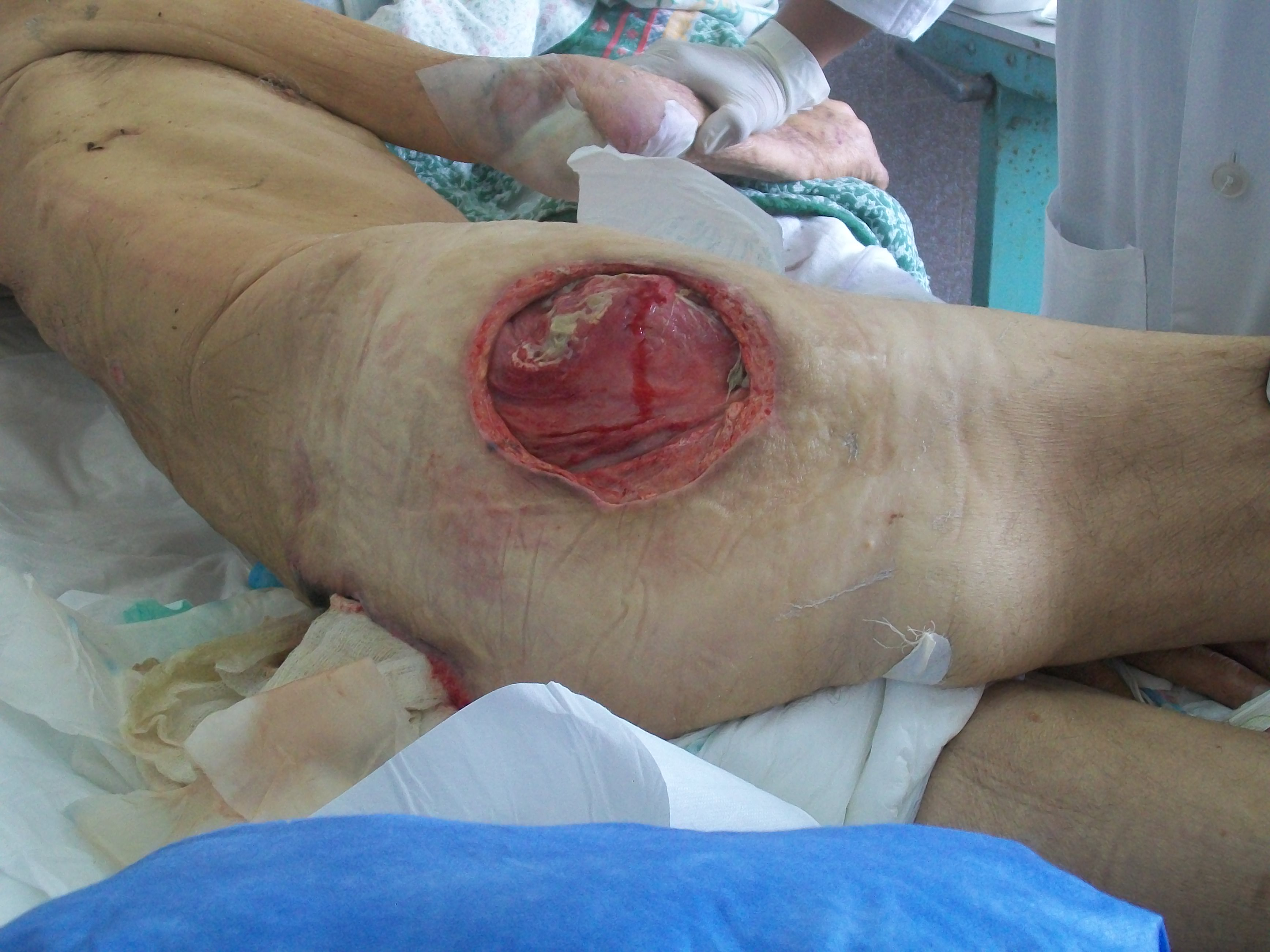
Ein großflächiges Dekubitusgeschwür kann ein Hinweis auf Pflegefehler sein

Ein Pflegefehler ist laut der Weltgesundheitsorganisation (WHO) das unbeabsichtigte und versehentliche Ausführen oder Unterlassen einer Maßnahme im Rahmen professioneller Pflege, das nicht dem Pflegestandard entspricht oder vom aktuellen Erkenntnisstand der Pflegewissenschaft negativ abweicht. Ein Pflegefehler oder ein sogenanntes unerwünschtes Ereignis kann zu einer Schädigung (Körperverletzung, Tod) bei der gepflegten Person führen, z. B. Dekubitus (Wundliegen) oder Exsikkose (Austrocknen). 
Pflegefehler können strukturelle Ursachen haben, wie Mangel an qualifiziertem Pflegepersonal, oder auf Unachtsamkeit oder Leistungsmängel einzelner Beteiligter zurückgehen.
Fahrlässig oder vorsätzlich verursachte Pflegefehler können zu einer strafrechtlichen oder zivilrechtlichen Haftung der Verantwortlichen führen. Das kann die verursachende Person oder bei Organisationsverschulden die für die Pflegeorganisation Zuständigen betreffen. Die geschädigte Person kann unter Umständen Schadensersatz und Schmerzensgeld verlangen. Haftungsrechtlich besteht kein Unterschied zwischen Pflegefehlern und medizinischen Behandlungsfehlern.
Doch nicht jedes unerwünschte Ereignis ist ein Pflegefehler: Wenn die erforderlichen prophylaktischen Maßnahmen aufgrund besonderer Situationen unterbleiben müssen, zum Beispiel bei lebensbedrohlichem Zustand, bei Palliativpatienten in der Finalphase oder weil der einwilligungsfähige Patient die Maßnahmen ablehnt – nach Information und Aufklärung über mögliche Folgen.

## Vermeidung von Pflegefehlern
Die Vermeidung von Pflegefehlern gehört zur professionellen Pflege. Die Patientensicherheit in einer Einrichtung wird durch ein funktionierendes Qualitätsmanagement erhöht, wenn dort ein systematisches Risikomanagement erfolgt. Es sollte Verantwortlichkeiten definieren, Ursachen aufdecken, mögliche Folgeschäden minimieren und weitere Fehler vermieden werden. 
Ob und wie das geschieht, ist Ausdruck der Fehlerkultur in einer Pflegeeinrichtung. Die Aufdeckung individuellen Fehlverhaltens ist auch bei Pflegefehlern keineswegs selbstverständlich. Viele Fehler bleiben unentdeckt und (entdeckt oder unentdeckt) oft ohne Folgen. Fehlerberichts- und Lernsysteme sollen einen Beitrag dazu leisten, aus Fehlern zu lernen, um sie zukünftig zu verhindern.

### Berichts- und Fehlermeldesysteme
Zur Unterstützung der Fehlervermeidung hatte das Kuratorium Deutsche Altershilfe (KDA) ein anonymisiertes Online-Berichts- und Lernsystem „Aus kritischen Ereignissen lernen“ für beruflich Pflegende und Angehörige eingerichtet, das aber nicht mehr zur Verfügung steht. Es handelte sich nicht um ein klassisches Fehlerberichtssystem, sondern um ein moderiertes Forum, in dem durch Kommentare anderer Nutzer und unter Mitwirkung des KDA Lösungen für bestehende Probleme aufgezeigt werden sollten.
Nicht nur an Altenpflegekräfte, sondern an alle Mitarbeiter im Gesundheitswesen wendet sich hingegen das Critical Incident Reporting System.

## Unerwünschte Ereignisse in der ambulanten Pflege
In der ambulanten Pflege ist, anders als im stationären Bereich, die Autonomie der Patienten und der Angehörigen deutlich höher, so dass nicht in jedem Fall sichergestellt ist, dass z. B. Hygiene-Anforderungen oder verordnete medikamentöse Therapien konsequent befolgt werden. Auslösende Faktoren für unerwünschte Ereignisse in der ambulanten Pflege waren einer kanadischen Studie zufolge in 39,8 % die Mitarbeiter bzw. die Strukturen des Gesundheitssystems, in 10,8 % Angehörige oder informell Pflegende und zu 35,5 % die Patienten selbst.

## Filmdokumentation
- Die Krankenfabrik. Patienten in Not – Schwestern am Limit. 3sat, 45 Minuten, SWR, 2008. (Bei hoher Belastung dürfen den Pflegekräften keine Fehler unterlaufen. Die Krankenfabrik zeigt die drastischen Zustände in einer großen deutschen Klinik. Pflege im Laufschritt. Risiko Krankenhaus für die Patienten. Den Stationsalltag.)